# Betty Grable
Elizabeth Ruth "Betty" Grable, född 18 december 1916 i Saint Louis i Missouri, död 2 juli 1973 i Santa Monica i Kalifornien, var en amerikansk skådespelare, dansare och sångare. Grables 42 filmer under 1930- och 1940-talet tjänade in mer än 100 miljoner dollar och hon satte rekord genom att tolv år i rad placera sig på topp 10-listan av mest inkomstbringande filmstjärnor i USA. Bland Betty Grables filmer märks Dansa, senorita! (1940), Semester i Miami (1941), En yankee flyger till London (1941), En studie i brott (1941), Sången till Söderhavet (1942), Rosita dansar och ler (1942), Coney Island (1943), Dansande Venus (1945), Dolly Sisters (1945), Skandal efter noter (1947), Vi dansar och ler (1948), My Blue Heaven (1950), Vi ses i Miami (1951) och Hur man får en miljonär (1953).

## Biografi
Betty Grable hade småroller i B-filmer från 1930 men slog igenom på allvar 1940. Med sin persikohy och välsvarvade ben - som hon visade upp i en rad musikfilmer - var hon en av de allra största stjärnorna under andra världskriget och vann en omröstning bland amerikanska soldater som den populäraste pin-up-flickan.
Då Grables filmbolag försäkrade hennes ben för 1 miljon dollar hos Lloyd's i London, fick hon smeknamnet "Flickan med enmiljondollarbenen".
I början på 1950-talet sjönk Betty Grables popularitet, men hon fortsatte att framträda, bland annat på nattklubbar, i Las Vegas, på Broadway och i TV.
Grable var gift första gången 1937-1939 med Jackie Coogan och andra gången 1943-1965 med jazztrumpetaren Harry James, med vilken hon fick två barn.
Betty Grable avled 56 år gammal i lungcancer 1973. Hon har en stjärna för filminsatser på Hollywood Walk of Fame vid adressen 6525 Hollywood Blvd.

## Filmografi i urval
- 1929 – Happy Days
- 1930 – Let's Go Places

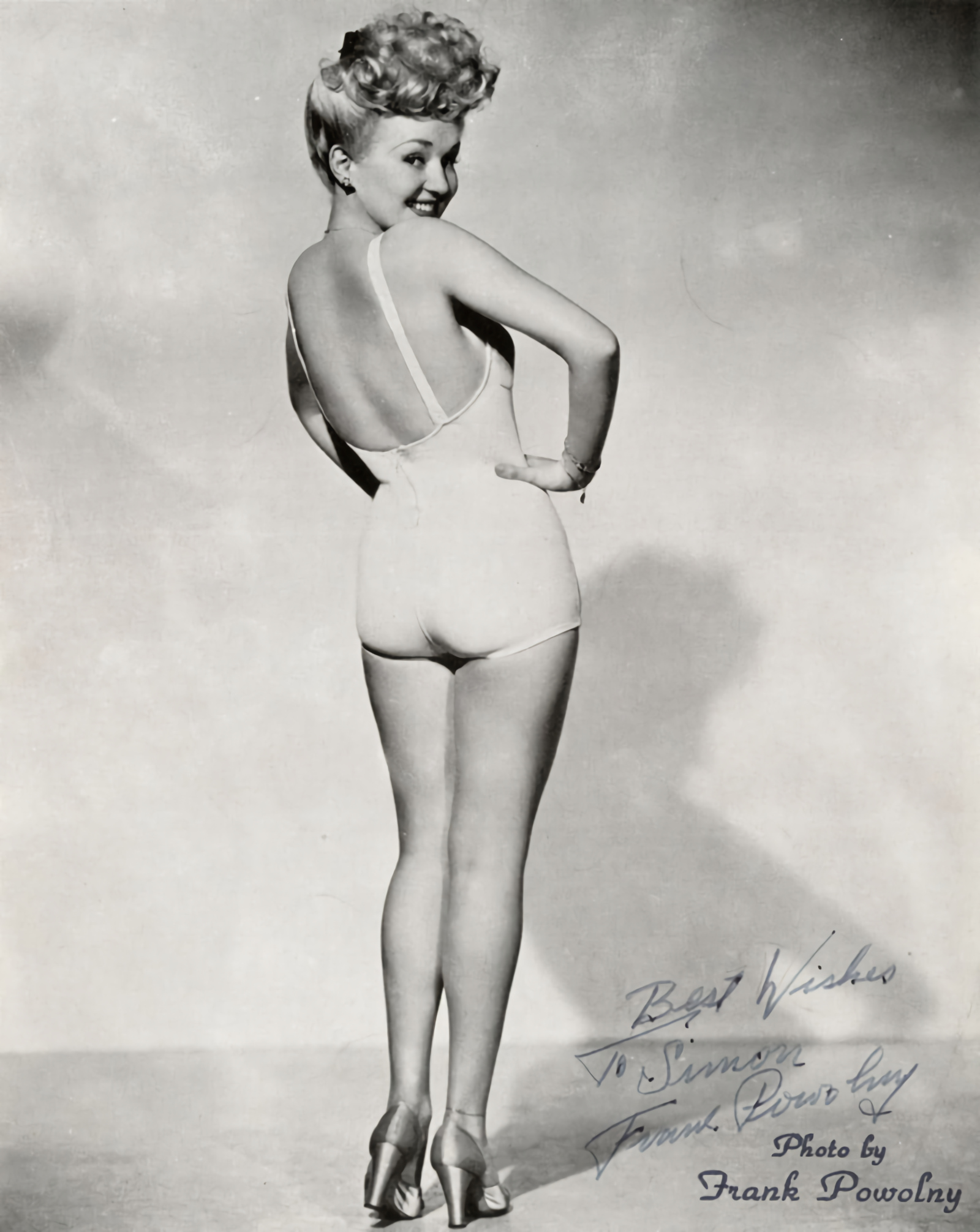
Betty Grable på ett berömt pinup-foto från 1943.

- 1930 – New Movietone Follies of 1930
- 1930 – Whoopee!
- 1931 – Kiki
- 1931 – Palmy Days
- 1932 – The Greeks Had a Word for Them
- 1932 – Probation
- 1932 – The Age of Consent
- 1932 – Hold 'Em Jail
- 1932 – The Kid from Spain
- 1933 – Cavalcade
- 1933 – Child of Manhattan
- 1933 – Melody Cruise
- 1933 – What Price Innocence?
- 1933 – The Sweetheart of Sigma Chi
- 1934 – Continental
- 1934 – Student Tour
- 1934 – By Your Leave
- 1935 – Spökhotellet
- 1935 – Old Man Rhythm
- 1936 – Collegiate
- 1936 – Flottan dansar
- 1936 – Don't Turn 'em Loose
- 1936 – Pigskin Parade
- 1937 – This Way Please
- 1937 – Thrill of a Lifetime
- 1938 – College Swing
- 1938 – Give Me a Sailor
- 1938 – Campus Confessions
- 1939 – Stjärnparaden
- 1939 – Million Dollar Legs
- 1939 – The Day the Bookies Wept
- 1940 – Dansa, senorita!
- 1940 – Tin Pan Alley
- 1941 – Semester i Miami
- 1941 – En yankee flyger till London
- 1941 – En studie i brott
- 1942 – Sången till Söderhavet
- 1942 – Fräck och förälskad
- 1942 – Rosita dansar och ler
- 1943 – Coney Island
- 1943 – En fästman för mycket
- 1944 – Farliga flickor
- 1944 – Pin Up Girl
- 1945 – Dansande Venus
- 1945 – Dolly Sisters
- 1946 – Älskar du mej?
- 1947 – Skandalflickan
- 1947 – Skandal efter noter
- 1948 – Damen i hermelin
- 1948 – Vi dansar och ler
- 1949 – Västerns vilda blondin
- 1950 – Fröjdernas gata
- 1950 – My Blue Heaven
- 1951 – Kalla mej älskling
- 1951 – Vi ses i Miami
- 1953 – Kalabalik till musik
- 1953 – Hur man får en miljonär
- 1955 – Tre på scenen
- 1955 – Ursäkta, om vi stör
- 1968 – The Carol Burnett Show (TV-serie)
- 1969–1973 – Hollywood Squares (TV-serie)

## Teater
| År   | Roll                 | Produktion                                     | Regi           | Teater                           |
| ---- | -------------------- | ---------------------------------------------- | -------------- | -------------------------------- |
| 1967 | Dolly Gallagher Levi | Hello, Dolly! Michael Stewart och Jerry Herman | Gower Champion | St. James Theatre, New York, USA |

### Fotnoter
1. ↑  https://news.google.com/newspapers?nid=1955&dat=19730703&id=IgUrAAAAIBAJ&sjid=75cFAAAAIBAJ&pg=6135,1892564
2. ↑  http://projects.latimes.com/hollywood/star-walk/betty-grable/